# Amphiophiura kermadecensis
Amphiophiura kermadecensis is een slangster uit de familie Ophiuridae.
De wetenschappelijke naam van de soort werd in 1911 gepubliceerd door William Blaxland Benham.